# Amin al-Hafiz
Amin al-Hafiz, arab. ‏أمين الحافظ‎ (ur. 1921 w Aleppo, zm. 17 grudnia 2009 tamże) – syryjski wojskowy i polityk, jeden z przywódców syryjskiego oddziału partii Baas, uczestnik zamachu stanu w Syrii w 1963, kilkukrotny premier Syrii i jej prezydent.

## Życiorys
Pochodził z ubogiej sunnickiej rodziny z Aleppo, jego ojciec był policjantem. W 1946 ukończył akademię wojskową w Damaszku. Walczył w wojnie izraelsko-arabskiej 1948-1949, w czasie której stał się sympatykiem partii Baas. Po rewolucji w Egipcie w 1952 stał się także zwolennikiem naseryzmu.
Pierwszy raz zetknął się z wielką polityką w 1958, gdy był członkiem czternastoosobowej delegacji armii syryjskiej, która udała się do Kairu, by rozmawiać z Gamalem Abdel Naserem o przyszłej unii egipsko-syryjskiej. Po zawarciu unii al-Hafiz został skierowany do służby w Kairze. Unia obydwu krajów, w której rola Syrii była konsekwentnie osłabiana, a politycy wywodzący się z partii Baas odsuwani od stanowisk, okazała się jednak nietrwała i niestabilna. We wrześniu 1961 al-Hafiz został wysłany do Argentyny jako attaché wojskowy. Do Syrii wrócił już po rozpadzie unii egipsko-syryjskiej, przed zamachem stanu 8 marca 1963, po którym władzę w kraju przejęła partia Baas.
Odegrał znaczącą rolę w konsolidacji i utrzymaniu władzy przez partię Baas. Na czele grupy oficerów o zbliżonych zapatrywaniach doprowadził do odejścia z armii przeciwników zamachu stanu z 1963, przede wszystkim naserystów. Na zwolnione etaty oficerskie wprowadzono młodych wojskowych wiernych partii Baas. W czerwcu 1963 siły pod dowództwem Amina al-Hafiza krwawo stłumiły w Damaszku powstanie naserystowskie. Był już wtedy (od maja) ministrem spraw wewnętrznych Syrii, zaś po stłumieniu wystąpień w Damaszku stanął na czele Narodowej Rady Dowództwa Rewolucyjnego.
Ogłosił w kraju stan wyjątkowy i przeprowadził nacjonalizację zasobów ropy naftowej oraz banków należących do arabskich właścicieli. Zacieśnił związki Syrii ze Związkiem Radzieckim i wspierał partyzantkę palestyńską Jasira Arafata. Na nowo przystąpił do reformy rolnej i parcelacji majątków najzamożniejszych ziemian. Związany z radykalnym, bardziej lewicowym skrzydłem partii Baas, był jednak w większym stopniu wojskowym oportunistą niż ideologiem. W kwietniu 1964 stłumił zamieszki w Hamie, zorganizowane przez Braci Muzułmańskich, wymierzone także w prowadzone reformy społeczne. Niektóre źródła przypisują mu wydanie rozkazu zbombardowania meczetu Sułtana w Hamie lub współudziału w wydaniu tej decyzji. Według innych al-Hafiz nie był odpowiedzialny za tłumienie zamieszek.
Po tym wydarzeniu sam mianował siebie premierem. 25 kwietnia tego samego roku ogłoszona została tymczasowa konstytucja, w której Syrię określono mianem demokratycznej republiki socjalistycznej, a Syryjczyków jako część wielkiego narodu arabskiego (w myśl koncepcji baasistowskich). W roku następnym powstała Rada Narodowa, której zadaniem było opracowanie nowej konstytucji Syrii opartej na ideach panarabizmu i socjalizmu. Na pierwszym posiedzeniu Rady, 1 września 1965, utworzono pięcioosobową Radę Prezydencką, a na jej przewodniczącego wybrano al-Hafiza.
Wielokrotne czystki w wojsku i niestabilność kolejnych gabinetów rządowych doprowadziło do stopniowej utraty przez niego poparcia i dotychczasowej bazy. Okazał się również niezdolny do mediowania między frakcjami partii Baas. W rezultacie stracił władzę wskutek kolejnego zamachu stanu 23 lutego 1966, w którym główną rolę odegrał były szef sztabu armii syryjskiej gen. Salah Dżadid, związany ze skrajnie lewicową frakcją partii, w 1965 usunięty przez al-Hafiza ze stanowiska. Po zamachu stanu pełnię władzy w państwie przejęło wojskowe skrzydło partii Baas, w którym dominował alawici.
Ranny w czasie zamachu, al-Hafiz został uwięziony w więzieniu Mazza w Damaszku. W 1967 zdołał zbiec do Libanu, następnie osiadł w rządzonym przez partię Baas Iraku, gdzie został przyjęty z honorami przez Saddama Husajna. Po jego upadku w 2003 uzyskał możliwość powrotu do Syrii i otrzymywał państwową pensję.
Miał żonę Zajnab i pięcioro dzieci.